# ادموند فايس
ادموند فايس (بالألمانية: Edmund Weiss)‏ (و. 1837 – 1917 م) هو عالم فلك، وأستاذ جامعي من النمسا . ولد في يسينيك .
توفي في فيينا، عن عمر يناهز 80 عاماً.

## مناصب وهيئات
أدار جامعة فيينا.

## جوائز
حصل على جوائز منها:
- وسام فرانز جوزيف.